# Virgularia rumphi
Virgularia rumphi är en korallart som beskrevs av Rudolf Albert von Kölliker 1870. Virgularia rumphi ingår i släktet Virgularia och familjen Virgulariidae. Inga underarter finns listade i Catalogue of Life.